# Asiagomphus auricolor
Asiagomphus auricolor е вид водно конче от семейство Gomphidae.

## Разпространение
Този вид е разпространен във Виетнам.